# نیکی آنوسیکه
نیکی آنوسیکه (انگلیسی: Nicky Anosike؛ زادهٔ ۲۷ فوریهٔ ۱۹۸۶) بازیکن بسکتبال اهل ایالات متحده آمریکا است.
وی در مسابقات کشوری و بین‌المللی در مجموع برندهٔ ۲ مدال طلا شده‌است.